# Comox—Atlin
Pour les articles homonymes, voir Comox et Atlin.
Circonscription électorale fédérale du Canada
Comox—Atlin est une ancienne circonscription électorale fédérale de la Colombie-Britannique, représentée de 1904 à 1917.
La circonscription de Comox—Atlin est créée en 1903 avec des parties de Burrard et de Vancouver. Abolie en 1914, elle est redistribuée parmi Comox—Alberni et Skeena.

## Géographie
En 1904, la circonscription de Comox—Atlin comprenait:
- Les districts électoraux provinciaux d'Alberni, d'Atlin, de Comox et de Skeena
- Une partie du district électoral provincial de Richmond, délimité par le district de Dewdney, la rivière Squamish, la Howe Sound et la péninsule Burrard

## Députés
| Législature                                | Années                                    | Député                                    | Député                                    | Parti                                     |
| Comox—Atlin issue de Burrard et Vancouver  | Comox—Atlin issue de Burrard et Vancouver | Comox—Atlin issue de Burrard et Vancouver | Comox—Atlin issue de Burrard et Vancouver | Comox—Atlin issue de Burrard et Vancouver |
| ------------------------------------------ | ----------------------------------------- | ----------------------------------------- | ----------------------------------------- | ----------------------------------------- |
| 10e                                        | 1904–1908                                 |                                           | William Sloan                             | Libéral                                   |
| 11e                                        | 1908–1909                                 |                                           | William Sloan                             | Libéral                                   |
| 11e                                        | 1909-1911                                 | William Templeman                         |                                           | Libéral                                   |
| 12e                                        | 1911–1917                                 |                                           | Herbert Sylvester Clements                | Conservateur                              |
| Redistribuée parmi Comox—Alberni et Skeena |                                           |                                           |                                           |                                           |